# Tennis Channel Open 2007
Die Tennis Channel Open 2007 waren ein Tennisturnier, welches vom 27. Februar bis 5. März 2007 in Las Vegas stattfand. Es war Teil der ATP Tour 2007 und wurde im Freien auf Hartplatz ausgetragen. In derselben Woche wurden in Acapulco die Abierto Mexicano Telcel und in Dubai die Dubai Tennis Championships gespielt, welche, anders als das Turnier in Las Vegas, das zur Kategorie der ATP International Series zählte, zur höher dotierten International Series Gold gehörten.
Titelverteidiger der Einzelkonkurrenz war der US-Amerikaner James Blake, der dieses Jahr als Erster der Setzliste schon in der Gruppenphase ausschied. Durch die Konstellation in der Gruppe von Blake gab es Diskussionen über die Sinnhaftigkeit einer Gruppenphase bei Turnieren. Da Blakes Gegner Juan Martín del Potro aufgab, konnte Blake nicht mehr an Jewgeni Koroljow durch weniger verlorene Spiele vorbeiziehen, wodurch dieser in die Finalrunde einzog. Die ATP-Führung wollte diese Regel ändern, was aber nicht im laufenden Turnier möglich war. Der an Position 2 gesetzten Australier Lleyton Hewitt gab im gesamten Turnier nur einen Satz ab und gewann nach seiner Niederlage im Vorjahresfinale das Turnier. Er schlug im Endspiel Jürgen Melzer. Hewitt triumphierte somit das einzige Mal in dieser Saison und das 26. Mal in seiner Karriere im Einzel.
Die Titelverteidiger im Doppel, Bob und Mike Bryan, konnten dieses Jahr wie im Vorjahr überlegen ihren Titel verteidigen. Einzig in der ersten Runde gewannen sie knapp in drei Sätzen, alle anderen Matches wurden glatt gewonnen, darunter auch das Finale gegen Jonathan Erlich und Andy Ram. In dieser Konstellation war es der 35. Titel der beiden Turniersieger. Insgesamt war es für Bob der 35. und für Mike der 37. Karrieretitel.
Das Teilnehmerfeld der Einzelkonkurrenz bestand aus 24 Spielern, die in einer Vorrunde in acht Gruppen à drei Spieler nach einem Round-Robin-System gegeneinander antraten. Die Gruppenersten kamen in die Finalrunde weiter, wo im K.-o.-System der Turniersieger ermittelt wurde. Das Turnier war eins von fünf Turnieren auf der ATP Tour, die neben dem Tennis Masters Cup 2007 in einem System mit vorausgehender Gruppenphase durchgeführt wurden. Im Doppel, das aus 16 Paarungen bestand, wurde ein übliches K.-o.-System genutzt. Das Gesamtpreisgeld betrug 391.000 US-Dollar; die gesamten finanziellen Verbindlichkeiten lagen bei 416.000 US-Dollar.

## Einzel

### Setzliste
| Nr. | Spieler        | Erreichte Runde |
| --- | -------------- | --------------- |
| 01. | James Blake    | Gruppenphase    |
| 02. | Lleyton Hewitt | Sieg            |
| 03. | Marat Safin    | Halbfinale      |
| 04. | Jürgen Melzer  | Finale          |

| Nr. | Spieler           | Erreichte Runde |
| --- | ----------------- | --------------- |
| 05. | Fernando Verdasco | Viertelfinale   |
| 06. | Julien Benneteau  | Gruppenphase    |
| 07. | Tim Henman        | Gruppenphase    |
| 08. | Benjamin Becker   | Gruppenphase    |

Zeichenerklärung
- Q = Qualifikant
- WC = Wildcard
- LL = Lucky Loser
- ITF = qualifiziert über ITF-Ranking
- ALT = alternate (Ersatz)
- PR = Protected Ranking
- SE = Special Exempt
- r = retired (Aufgabe)
- d = Disqualifikation
- w.o. = walkover
- [ ] = Match-Tie-Break

### Ergebnisse

#### Gruppenphase

##### Gruppe 1
| Sieger                | Verlierer             | Ergebnis        |
| --------------------- | --------------------- | --------------- |
| James Blake [1]       | Juan Martín del Potro | 6:1, 3:1 aufgg. |
| Jewgeni Koroljow      | James Blake [1]       | 6:2, 6:4        |
| Juan Martín del Potro | Jewgeni Koroljow      | 6:3, 6:2        |

| Rang | Spieler               | Match-Siege | Sätze gewonnen | Spiele gewonnen |
| ---- | --------------------- | ----------- | -------------- | --------------- |
| 1    | Jewgeni Koroljow      | 1           | 50,0 %         | 48,6 %          |
| 2    | James Blake [1]       | 1           | 50,0 %         | 33,0 %          |
| 3    | Juan Martín del Potro | –           | –              | –               |

##### Gruppe 2
| Sieger         | Verlierer            | Ergebnis      |
| -------------- | -------------------- | ------------- |
| Paul Goldstein | Julien Benneteau [6] | 6:1, 6:0      |
| Sam Querrey    | Julien Benneteau [6] | 6:2, 7:63     |
| Sam Querrey    | Paul Goldstein       | 6:4, 1:6, 6:4 |

| Rang | Spieler              | Match-Siege | Sätze gewonnen | Spiele gewonnen |
| ---- | -------------------- | ----------- | -------------- | --------------- |
| 1    | Sam Querrey          | 2           | 80,0 %         | 54,2 %          |
| 2    | Paul Goldstein       | 1           | 50,0 %         | 65,0 %          |
| 3    | Julien Benneteau [6] | 0           | 0,0 %          | 26,5 %          |

##### Gruppe 3
| Sieger            | Verlierer       | Ergebnis      |
| ----------------- | --------------- | ------------- |
| Jürgen Melzer [4] | Michaël Llodra  | 6:4, 2:6, 7:5 |
| Jürgen Melzer [4] | Paul Capdeville | 6:2, 6:2      |
| Paul Capdeville   | Michaël Llodra  | 6:2, 2:6, 6:1 |

| Rang | Spieler           | Match-Siege | Sätze gewonnen | Spiele gewonnen |
| ---- | ----------------- | ----------- | -------------- | --------------- |
| 1    | Jürgen Melzer [4] | 2           | 80,0 %         | 58,7 %          |
| 2    | Paul Capdeville   | 1           | 40,0 %         | 46,2 %          |
| 3    | Michaël Llodra    | 0           | 33,3 %         | 45,3 %          |

##### Gruppe 4
| Sieger              | Verlierer           | Ergebnis |
| ------------------- | ------------------- | -------- |
| Jan Hernych         | Benjamin Becker [8] | 3:6, 5:7 |
| Benjamin Becker [8] | Gustavo Kuerten     | 6:4, 6:3 |
| Jan Hernych         | Gustavo Kuerten     | 6:4, 6:4 |

| Rang | Spieler             | Match-Siege | Sätze gewonnen | Spiele gewonnen |
| ---- | ------------------- | ----------- | -------------- | --------------- |
| 1    | Jan Hernych         | 2           | 100,0 %        | 61,0 %          |
| 2    | Benjamin Becker [8] | 1           | 50,0 %         | 50,0 %          |
| 3    | Gustavo Kuerten     | 0           | 0,0 %          | 38,5 %          |

##### Gruppe 5
| Sieger                | Verlierer          | Ergebnis      |
| --------------------- | ------------------ | ------------- |
| Fernando Verdasco [5] | Paul-Henri Mathieu | 3:6, 6:3, 7:5 |
| Fernando Verdasco [5] | Danai Udomchoke    | 6:1, 5:7, 6:2 |
| Paul-Henri Mathieu    | Danai Udomchoke    | 6:2, 6:3      |

| Rang | Spieler               | Match-Siege | Sätze gewonnen | Spiele gewonnen |
| ---- | --------------------- | ----------- | -------------- | --------------- |
| 1    | Fernando Verdasco [5] | 2           | 66,6 %         | 57,9 %          |
| 2    | Paul-Henri Mathieu    | 1           | 60,0 %         | 55,3 %          |
| 3    | Danai Udomchoke       | 0           | 0,0 %          | 34,1 %          |

##### Gruppe 6
| Sieger          | Verlierer     | Ergebnis       |
| --------------- | ------------- | -------------- |
| Marat Safin [3] | Stefan Koubek | 7:5, 6:2       |
| Marat Safin [3] | Igor Kunizyn  | 4:6, 7:64, 7:5 |
| Igor Kunizyn    | Stefan Koubek | 6:2, 6:2       |

| Rang | Spieler         | Match-Siege | Sätze gewonnen | Spiele gewonnen |
| ---- | --------------- | ----------- | -------------- | --------------- |
| 1    | Marat Safin [3] | 2           | 80,0 %         | 56,4 %          |
| 2    | Igor Kunizyn    | 1           | 60,0 %         | 56,9 %          |
| 3    | Stefan Koubek   | 0           | 0,0 %          | 30,6 %          |

##### Gruppe 7
| Sieger          | Verlierer      | Ergebnis       |
| --------------- | -------------- | -------------- |
| Tim Henman [7]  | Nicolas Mahut  | 6:1, 6:2       |
| Feliciano López | Tim Henman [7] | 6:71, 6:3, 6:4 |
| Feliciano López | Nicolas Mahut  | 3:6, 6:3, 7:63 |

| Rang | Spieler         | Match-Siege | Sätze gewonnen | Spiele gewonnen |
| ---- | --------------- | ----------- | -------------- | --------------- |
| 1    | Feliciano López | 2           | 66,6 %         | 54,0 %          |
| 2    | Tim Henman [7]  | 1           | 60,0 %         | 55,3 %          |
| 3    | Nicolas Mahut   | 0           | 20,0 %         | 39,1 %          |

##### Gruppe 8
| Sieger             | Verlierer        | Ergebnis      |
| ------------------ | ---------------- | ------------- |
| Lleyton Hewitt [2] | Vincent Spadea   | 6:3, 6:3      |
| Lleyton Hewitt [2] | Thomas Johansson | 4:6, 7:5, 6:2 |
| Thomas Johansson   | Lu Yen-hsun      | 6:0, 6:1      |

| Rang | Spieler            | Match-Siege | Sätze gewonnen | Spiele gewonnen |
| ---- | ------------------ | ----------- | -------------- | --------------- |
| 1    | Lleyton Hewitt [2] | 2           | 80,0 %         | 60,4 %          |
| 2    | Thomas Johansson   | 1           | 60,0 %         | 58,1 %          |

#### Finalrunde
|  | Viertelfinale | Viertelfinale | Viertelfinale | Viertelfinale | Viertelfinale |          |           | Halbfinale | Halbfinale | Halbfinale | Halbfinale | Halbfinale |  |  | Finale | Finale | Finale | Finale | Finale |
|  |               |               |               |               |               |          |           |            |            |            |            |            |  |  |        |        |        |        |        |
|  |               | J. Koroljow   | 6             | 6             |               |          |           |            |            |            |            |            |  |  |        |        |        |        |        |
|  |               | S. Querrey    | 4             | 4             |               |          |           |            |            |            |            |            |  |  |        |        |        |        |        |
|  |               | S. Querrey    | 4             | 4             | J. Koroljow   | 7        | 2         | 64         |            |            |            |            |  |  |        |        |        |        |        |
|  |               |               |               |               |               | 7        | 2         | 64         |            |            |            |            |  |  |        |        |        |        |        |
|  |               | 4             | J. Melzer     | 64            | 6             | 7        |           |            |            |            |            |            |  |  |        |        |        |        |        |
|  | 4             | 4             | J. Melzer     | 64            | 6             | 7        | J. Melzer | 6          | 3          | 6          |            |            |  |  |        |        |        |        |        |
|  | 4             |               |               |               |               |          | J. Melzer | 6          | 3          | 6          |            |            |  |  |        |        |        |        |        |
|  |               | J. Hernych    | 3             | 6             | 3             |          |           |            |            |            |            |            |  |  |        |        |        |        |        |
|  |               |               |               |               |               |          | 4         | J. Melzer  | 4          | 610        |            |            |  |  |        |        |        |        |        |
|  |               | 2             | L. Hewitt     | 6             | 7             |          |           |            |            |            |            |            |  |  |        |        |        |        |        |
|  | 5             | F. Verdasco   | 1             | 4             |               |          |           |            |            |            |            |            |  |  |        |        |        |        |        |
|  | 3             | M. Safin      | 6             | 6             |               |          |           |            |            |            |            |            |  |  |        |        |        |        |        |
|  | 3             | M. Safin      | 6             | 6             | 3             | M. Safin | 5         | 1          |            |            |            |            |  |  |        |        |        |        |        |
|  |               |               |               |               |               | M. Safin | 5         | 1          |            |            |            |            |  |  |        |        |        |        |        |
|  |               | 2             | L. Hewitt     | 7             | 6             |          |           |            |            |            |            |            |  |  |        |        |        |        |        |
|  |               | 2             | L. Hewitt     | 7             | 6             | F. López | 3         | 2          |            |            |            |            |  |  |        |        |        |        |        |
|  |               |               |               |               |               | F. López | 3         | 2          |            |            |            |            |  |  |        |        |        |        |        |
|  | 2             | L. Hewitt     | 6             | 6             |               |          |           |            |            |            |            |            |  |  |        |        |        |        |        |

## Doppel

### Setzliste
| Nr. | Paarung                            | Erreichte Runde |
| --- | ---------------------------------- | --------------- |
| 01. | Bob Bryan Mike Bryan               | Sieg            |
| 02. | Jonathan Erlich Andy Ram           | Finale          |
| 03. | Julian Knowle Jürgen Melzer        | 1. Runde        |
| 04. | František Čermák Jaroslav Levinský | Viertelfinale   |

Zeichenerklärung
- Q = Qualifikant
- WC = Wildcard
- LL = Lucky Loser
- ITF = qualifiziert über ITF-Ranking
- ALT = alternate (Ersatz)
- PR = Protected Ranking
- SE = Special Exempt
- r = retired (Aufgabe)
- d = Disqualifikation
- w.o. = walkover
- [ ] = Match-Tie-Break

### Ergebnisse
|  | Erste Runde | Erste Runde                 | Erste Runde | Erste Runde | Erste Runde |  |  | Viertelfinale | Viertelfinale           | Viertelfinale | Viertelfinale | Viertelfinale |  |    | Halbfinale            | Halbfinale | Halbfinale | Halbfinale | Halbfinale |  |  | Finale | Finale | Finale | Finale | Finale |
|  |             |                             |             |             |             |  |  |               |                         |               |               |               |  |    |                       |            |            |            |            |  |  |        |        |        |        |        |
|  | 1           | B. Bryan M. Bryan           | 6           | 1           | [12]        |  |  |               |                         |               |               |               |  |    |                       |            |            |            |            |  |  |        |        |        |        |        |
|  |             | W. Moodie T. Perry          | 3           | 6           | [10]        |  |  | 1             | B. Bryan M. Bryan       | 6             | 6             |               |  |    |                       |            |            |            |            |  |  |        |        |        |        |        |
|  |             | C. Haggard B. Phau          | 5           | 6           | [10]        |  |  |               | C. Haggard B. Phau      | 1             | 4             |               |  |    |                       |            |            |            |            |  |  |        |        |        |        |        |
|  |             | M. Llodra P.-H. Mathieu     | 7           | 2           | [6]         |  |  |               |                         |               |               |               |  | 1  | B. Bryan M. Bryan     | 6          | 6          |            |            |  |  |        |        |        |        |        |
|  | 4           | F. Čermák J. Levinský       | 2           | 6           | [10]        |  |  |               |                         |               |               |               |  | WC | R. Delgado G. Kuerten | 4          | 1          |            |            |  |  |        |        |        |        |        |
|  |             | J. M. del Potro F. Verdasco | 6           | 2           | [8]         |  |  | 4             | F. Čermák J. Levinský   | 2             | 2             |               |  |    |                       |            |            |            |            |  |  |        |        |        |        |        |
|  | WC          | R. Delgado G. Kuerten       | 6           | 7           |             |  |  | WC            | R. Delgado G. Kuerten   | 6             | 6             |               |  |    |                       |            |            |            |            |  |  |        |        |        |        |        |
|  |             | S. Huss T. Phillips         | 3           | 67          |             |  |  |               |                         |               |               |               |  | 1  | B. Bryan M. Bryan     | 7          | 6          |            |            |  |  |        |        |        |        |        |
|  |             | J. Benneteau N. Mahut       | 7           | 4           | [6]         |  |  |               |                         |               |               |               |  | 2  | J. Erlich A. Ram      | 6          | 2          |            |            |  |  |        |        |        |        |        |
|  |             | P. Goldstein J. Thomas      | 5           | 6           | [10]        |  |  |               | P. Goldstein J. Thomas  | 4             | 6             | [8]           |  |    |                       |            |            |            |            |  |  |        |        |        |        |        |
|  |             | J. Auckland A. Fisher       | 6           | 3           | [10]        |  |  |               | J. Auckland A. Fisher   | 6             | 1             | [10]          |  |    |                       |            |            |            |            |  |  |        |        |        |        |        |
|  | 3           | J. Knowle J. Melzer         | 4           | 6           | [6]         |  |  |               |                         |               |               |               |  |    | J. Auckland A. Fisher | 63         | 2          |            |            |  |  |        |        |        |        |        |
|  | WC          | S. Ratiwatana               | 3           | 3           |             |  |  |               |                         |               |               |               |  | 2  | J. Erlich A. Ram      | 7          | 6          |            |            |  |  |        |        |        |        |        |
|  |             | S. Aspelin R. Lindstedt     | 6           | 6           |             |  |  |               | S. Aspelin R. Lindstedt | 3             | 64            |               |  |    |                       |            |            |            |            |  |  |        |        |        |        |        |
|  |             | B. Becker B. Reynolds       | 3           | 0           |             |  |  | 2             | J. Erlich A. Ram        | 6             | 7             |               |  |    |                       |            |            |            |            |  |  |        |        |        |        |        |
|  | 2           | J. Erlich A. Ram            | 6           | 6           |             |  |  |               |                         |               |               |               |  |    |                       |            |            |            |            |  |  |        |        |        |        |        |